# Carlo Vittorio Amedeo Ignazio delle Lanze
Carlo Vittorio Amedeo Ignazio delle Lanze (Torino, 1º settembre 1712 – Abbazia di San Benigno, 23 gennaio 1784) è stato un cardinale e arcivescovo cattolico italiano.

## Biografia
Nacque a Torino il 1º settembre 1712 da Francesco Agostino, conte delle Lanze e di Vinovo, e di sua moglie Barbara Piossasco di Piobesi. Suo padre era ufficialmente figlio di Carlo delle Lanze, conte di Sales, e di Gabriella di Mesme di Marolles; in realtà il padre naturale era Carlo Emanuele II di Savoia del quale la madre era l'amante.. Suoi padrini di battesimo furono Vittorio Amedeo II di Savoia, e la di lui consorte, Anna Maria d'Orléans.
Intrapresa inizialmente la carriera militare, decise di dedicarsi a quella ecclesiastica ed intraprese gli studi a Roma presso la Accademia dei Nobili Ecclesiastici, terminandoli poi al Torino. Nel 1731 ebbe il suddiaconato, divenendo successivamente diacono e poi sacerdote nel 1736. Molto vicino inizialmente al giansenismo, rientrò successivamente nell'ortodossia cattolica.
Fu abate dell'Abbazia di San Giusto di Susa e di quella di Lucedio.
Papa Benedetto XIV lo elevò al rango di cardinale nel concistoro del 10 aprile 1747 con il Titolo (diaconia) dei Santi Cosma e Damiano. Nello stesso anno venne nominato Grande elemosiniere di Savoia e conseguentemente consacrato vescovo e nominato Arcivescovo titolare di Nicosia (Cipro), carica che mantenne fino al 1773.
Nel 1749 divenne Abate Commendatario dell'Abbazia di Fruttuaria (o di San Benigno, nel Canavese), carica che mantenne fino alla morte. Pare che per restare in Fruttuaria e ridarle l'antico splendore abbia rinunciato al soglio pontificio nei conclavi del 1769 e del 1774. Dal 1770 al 1776 l'abbazia di Fruttuaria difatti venne riedificata in uno stile tra il barocco e il neoclassico dagli architetti Bernardo Vittone e Mario Ludovico Quarini sul modello di San Pietro.
Nel 1775 fu nominato da papa Pio VI Prefetto della Sacra Congregazione del Concilio Tridentino, carica che tenne fino alla morte.
Cambiò numerose volte il titolo cardinalizio, destinando poi gl'introiti derivanti dall'ultimo (Cardinale presbitero di San Lorenzo in Lucina) alla causa di beatificazione di Benedetto Giuseppe Labre.
Morì nell'Abbazia di Fruttuaria e fu ivi sepolto. Con lui si estinse la famiglia comitale dei Delle Lanze.

## Conclavi
Durante il suo periodo di cardinalato Carlo Vittorio Amedeo delle Lanze partecipò ai conclavi:
- conclave del 1758, che elesse papa Clemente XIII
- conclave del 1769, che elesse papa Clemente XIV
- conclave del 1774-1775, che elesse papa Pio VI

## Genealogia episcopale e successione apostolica
La genealogia episcopale è:
- Cardinale Scipione Rebiba
- Cardinale Giulio Antonio Santori
- Cardinale Girolamo Bernerio, O.P.
- Arcivescovo Galeazzo Sanvitale
- Cardinale Ludovico Ludovisi
- Cardinale Luigi Caetani
- Cardinale Ulderico Carpegna
- Cardinale Paluzzo Paluzzi Altieri degli Albertoni
- Papa Benedetto XIII
- Papa Benedetto XIV
- Cardinale Carlo Vittorio Amedeo Ignazio delle Lanze

La successione apostolica è:
- Vescovo Giacomo Cingari (1747)
- Vescovo Scipione de' Lorenzi (1747)
- Arcivescovo Giulio Cesare Gandolfi (1748)
- Arcivescovo Claude Humbert de Rolland de Bery (1750)
- Cardinale Carlo Giuseppe Filippa della Martiniana (1757)
- Arcivescovo Giulio Cesare Viancini (1763)
- Vescovo Giacinto Amedeo Vagnone (1769)
- Cardinale Vittorio Maria Baldassare Gaetano Costa d'Arignano (1769)
- Vescovo Giuseppe Ottavio Ercole Pochettini di Serravalle (1769)
- Arcivescovo Gaspard-Augustin Laurent de Sainte-Agnès, O.F.M.Conv. (1772)
- Arcivescovo Antonio Romano Malingri (1772)
- Cardinale Vincenzo Ranuzzi (1775)
- Arcivescovo Vittorio Filippo Melano, O.P. (1778)

## Ascendenza
|                                   |   |                            | Genitori             |  |  | Nonni |  |  | Bisnonni                    |  |  | Trisnonni                  |  |
|                                   |   |                            |                      |  |  |       |  |  | Vittorio Amedeo I di Savoia |  |  | Carlo Emanuele I di Savoia |  |
|                                   |   |                            |                      |  |  |       |  |  | Vittorio Amedeo I di Savoia |  |  | Carlo Emanuele I di Savoia |  |
|                                   |   | Caterina Michela di Spagna |                      |  |  |       |  |  | Vittorio Amedeo I di Savoia |  |  |                            |  |
| Carlo Emanuele II di Savoia       |   |                            |                      |  |  |       |  |  | Vittorio Amedeo I di Savoia |  |  |                            |  |
|                                   |   | Maria Cristina di Francia  | Enrico IV di Francia |  |  |       |  |  |                             |  |  |                            |  |
|                                   |   | Maria Cristina di Francia  | Enrico IV di Francia |  |  |       |  |  |                             |  |  |                            |  |
|                                   |   | Maria Cristina di Francia  | Maria de' Medici     |  |  |       |  |  |                             |  |  |                            |  |
| Francesco Agostino delle Lanze    |   | Maria Cristina di Francia  |                      |  |  |       |  |  |                             |  |  |                            |  |
|                                   |   | …                          | …                    |  |  |       |  |  |                             |  |  |                            |  |
|                                   |   | …                          | …                    |  |  |       |  |  |                             |  |  |                            |  |
|                                   |   | …                          | …                    |  |  |       |  |  |                             |  |  |                            |  |
| Gabriella di Mesmes de Marolles   |   | …                          |                      |  |  |       |  |  |                             |  |  |                            |  |
|                                   |   | …                          | …                    |  |  |       |  |  |                             |  |  |                            |  |
|                                   |   | …                          | …                    |  |  |       |  |  |                             |  |  |                            |  |
|                                   |   | …                          | …                    |  |  |       |  |  |                             |  |  |                            |  |
| Carlo Vittorio Amedeo delle Lanze |   | …                          |                      |  |  |       |  |  |                             |  |  |                            |  |
|                                   | … | …                          |                      |  |  |       |  |  |                             |  |  |                            |  |
|                                   | … | …                          |                      |  |  |       |  |  |                             |  |  |                            |  |
|                                   | … | …                          |                      |  |  |       |  |  |                             |  |  |                            |  |
| Giuseppe Piossasco di Piobesi     | … |                            |                      |  |  |       |  |  |                             |  |  |                            |  |
|                                   |   | …                          | …                    |  |  |       |  |  |                             |  |  |                            |  |
|                                   |   | …                          | …                    |  |  |       |  |  |                             |  |  |                            |  |
|                                   |   | …                          | …                    |  |  |       |  |  |                             |  |  |                            |  |
| Barbara Piossasco di Piobesi      |   | …                          |                      |  |  |       |  |  |                             |  |  |                            |  |
|                                   |   | …                          | …                    |  |  |       |  |  |                             |  |  |                            |  |
|                                   |   | …                          | …                    |  |  |       |  |  |                             |  |  |                            |  |
|                                   |   | …                          | …                    |  |  |       |  |  |                             |  |  |                            |  |
| …                                 |   | …                          |                      |  |  |       |  |  |                             |  |  |                            |  |
|                                   |   | …                          | …                    |  |  |       |  |  |                             |  |  |                            |  |
|                                   |   | …                          | …                    |  |  |       |  |  |                             |  |  |                            |  |
|                                   |   | …                          | …                    |  |  |       |  |  |                             |  |  |                            |  |
|                                   |   | …                          |                      |  |  |       |  |  |                             |  |  |                            |  |